# ギュンター・グルツィメク
ギュンター・グルツィメク（Gunter Grzimek, 1915年11月3日 - 1996年5月8日）は、ドイツのランドスケープアーキテクト。
ケルンに生まれ、ベルリン大学で学んだ。デザイナーとしての職務の他、1972年から、ミュンヘン大学ランドスケープ分野教員、その後マールブルク大学の自然科学部門ランドスケープ学科教授として後進の育成にあたり、プランニングを中心とした実務と教育との融合を図った。
環境行動学的の視点から適応性を備えたデザインを行う先駆。ランドスケープの社会的意義の本質が、芸術よりは工学に近いものであることを明確にしている。
おもな作品にマールブルク植物園（1970年から） ミュンスター動物園（1971年）ビーベラッハ市営墓地（1960年と1976年）の他にウルム造形大学、アーヘン工科大学、ミュンヘンとヴァイエンの大学キャンパス緑空間など多数。ミュンヘン・オリンピック公園（1960年から1972年） では、自発的な利用の誘発を目指した。バイエルン州プフェッフェンハウゼンで没した。